# Hoisington (Kansas)
Hoisington – miasto położone w hrabstwie Barton.